# Tajemnica Statuetki
Tajemnica Statuetki är ett äventyrsspel från 1993 som utvecklades och publicerades av Metropolis Software House för DOS-baserade datorer. Detta är det första äventyrsspelet i Polen. Handlingen kretsar kring den fiktive Interpol-agenten John Pollack, som försöker lösa ett fall med stölder av olika antikviteter runt om i världen.
Även om piratkopiering förekom i Polen såldes spelet i 4 000–6 000 exemplar och blev mycket populärt.